# Helker
HELKER es una banda de heavy metal de Argentina. HELKER se forma en Buenos Aires en 1998 por iniciativa de Mariano Ríos (guitarra) y de Christian Abarca (bajo). De los músicos fundadores solo permanece en la actualidad Mariano Rios, completando la formación actual con Hernán “Cuta” Coronel (batería), Matías Ochoa (voz) y Juan Ignacio Acosta (bajo).
HELKER ha compartido escenario con bandas de la talla de Judas Priest, Alice in Chains,Accept, Megadeth (en 3 oportunidades), Primal Fear, Hammerfall, Rhapsody, Symphony X, Stratovarius, Gamma Ray, Sinner, Shaman y Masterplan. Ha realizado giras por toda la Argentina, Sudamérica y Estados Unidos.

## Historia
HELKER se formó a fines de 1998. En el 2001 la banda lanzó su primer disco titulado Legado secreto, de producción independiente y de estilo power metal. El grupo estaba integrado por Germán López en voces, Mariano Rios y Christian Abarca en guitarra, Gustavo Florio en bajo y Sebastián Barrozo en batería. Dos años más tarde editan el EP Basurero nuclear.
En el 2003 la banda tomó un receso y volvieron a los escenario en el 2006 con una formación renovada, logrando gran aceptación en el público. En el 2008 editan su segundo trabajo de estudio llamado Resistir y producido por Blackstar Records, con Diego Valdez como vocalista, Mariano Ríos e Iván Iñiguez en guitarra, Christian Abarca en bajo y Sebastián Barrozo en percusiones. En este disco el estilo pasó al heavy metal clásico, siendo más pesado que su antecesor y marcando una nueva dirección en el estilo de Helker.
En 2010 salió a la venta A.D.N., de producción independiente. Respecto a la última formación, Iván Iñiguez fue reemplazado por Mauro Tranzaciones.
En el 2013 publicaron En algún lugar del círculo, producido por AFM Records y por Mat Sinner, bajista de Primal Fear. El álbum fue grabado en Absolute Studio en Buenos Aires por Iván Iñiguez y mezclado y masterizado por Achim Koehler en Indiscreet Audio, en Alemania. Incluye 11 canciones, y cuenta con Tim Ripper Owens y Ralf Sheepers como músicos invitados. Este disco cuenta en dos versiones, una en castellano, y una en inglés llamada Somewhere in the circle.
En algún lugar del círculo fue lanzado en el Teatro Vorterix el 31 de agosto de 2013 y se grabó el DVD En algún lugar de Buenos Aires que se presentó en el mismo teatro el 19 de julio de 2014.
Helker ha realizado cuatro videos oficiales correspondientes a las canciones «Resistir», «Despertar», «Redención» y «Volar», los últimos tres en ambos idiomas.
Helker realizó su primera gira por Estados Unidos participando en el reconocido festival anual llamado “ProgPower” en Atlanta, Georgia, en el cual tuvo una masiva aceptación del público presente, cerrando este viaje con su presentación en Nueva York, Queen's, dando un show propio.
En 2017 presentaron Firesoul y Alma de Fuego, ambos discos de igual material el primero en inglés y el segundo en castellano. Luego de presentado dicho disco Diego Valdez dejó la banda.

## Discografía

### Álbumes
- Legado secreto (Producción independiente, 2001) (reeditado por Blackstar, 2015)
- Resistir (Blackstar, 2008)
- A.D.N. (Producción independiente, 2010)
- En algún lugar del círculo (AFM Records, 2013)
- Somewhere in the circle (AFM Records, 2013)
- Firesoul (AFM Records, 2017)
- Alma de Fuego (AFM Records, 2017)
- METAMORFOSIS (Producción independiente 2019 - BVMusic (plataformas digitales)
- METAMORPHOSIS (Producción independiente 2019 - BVMusic (plataformas digitales)
- Deja Vu (version virtual 2020)

### Maquetas, EP y demos
- Ilusión DEMO (Producción Independiente, 1999)
- Basurero Nuclear EP (Producción Independiente, 2003)

### DVD
- Metal Para Todos V (2012)
- En algún lugar de Buenos Aires (2014)
- Alive! (2015)

## Integrantes

### Formación actual
- Mariano Rios - Guitarra
- Hernán "Cuta" Coronel - Batería
- Matías Ochoa - Voz
- Juan Manuel Acosta - Bajo
- Mauro Tranzaciones - guitarra

### Músicos anteriores
- esteban castellano -batería
- Christian Abarca - bajo
- Sebastián Barrozo - batería
- Germán López - voz
- Mauro Tranzaciones - guitarra
- Iván Iñiguez - guitarra
- Diego Valdez - voz
- Leo Aristu - guitarra
- Aaron Briglia - voz